# Gare de Beni Mered
La gare de Beni Mered est une gare ferroviaire algérienne située sur le territoire de la commune de Beni Mered, dans la wilaya de Blida.

## Situation ferroviaire
La gare est située sur la ligne d'Alger à Oran, entre les gares de Boufarik et de Blida.

## Service des voyageurs

### Desserte
La gare est desservie par les trains du réseau ferré de la banlieue d'Alger assurant la liaison Alger - El Affroun.